# Хамедорея

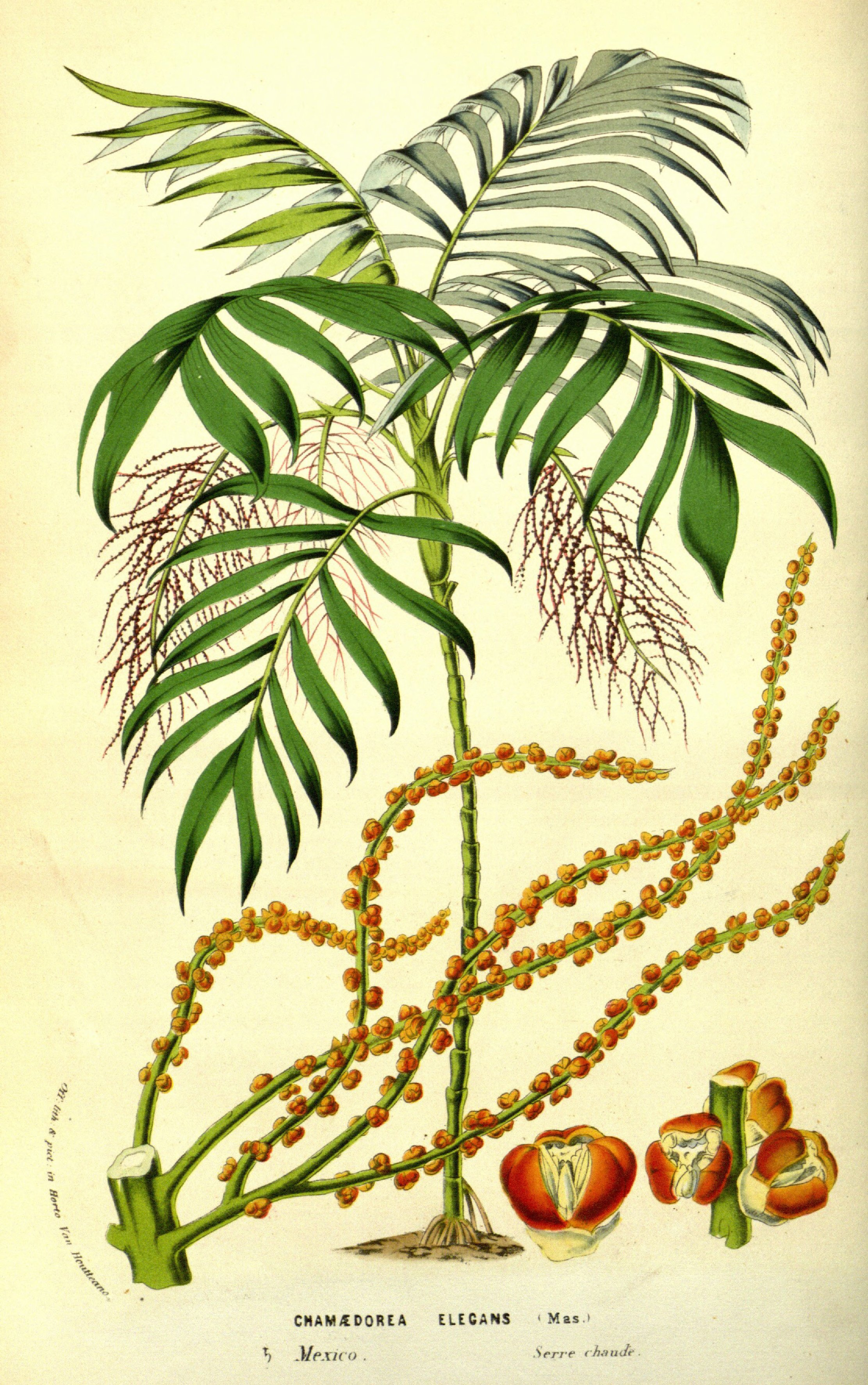

Хамедорея (Chamaedorea) або бамбукова пальма — рід квіткових рослин родини Пальмові (Arecaceae). Включає більше ста видів низькорослих деревних рослин, широко поширених в Південній і Центральній Америці.

Місцеві жителі використовують в їжу (в основному як овоч в салатах) нерозкриті чоловічі суцвіття виду Chamaedorea tepejilote. Кілька видів роду Хамедорея — популярні кімнатні рослини.  З усіх пальм хамедорея є найпридатнішою для утримання в житловій квартирі.